# Polydnaviriformidae
Polydnaviriformidae, antiguamente Polydnaviridae es una familia de virus que infecta insectos de la que se conocen dos géneros, Ichnoviriform y Bracoviriform. El genoma del virus está compuesto de múltiples segmentos de ADN bicatenario superhelical, encapsulado en una cápside de proteínas y una envoltura de doble capa (en los primeros) o simple (en los segundo). Por ello se incluyen en el grupo I de la clasificación de Baltimore.

## Biología
Estos virus son parte de un único sistema biológico consistente en una avispa endoparásita (parasitoide), una larva de insecto (por lo general, un lepidóptero) y el virus. El genoma completo del virus se integra en el genoma de la avispa y el virus sólo se replica en células específicas del sistema reproductivo de una avispa hembra. El virus se inyecta junto al huevo de la avispa en la cavidad del cuerpo de la oruga de lepidóptero e infecta sus células. La infección no da lugar a la replicación de virus nuevos, sino que afecta al sistema inmunitario de la oruga.
Sin la infección por el virus, los hemocitos fagocíticos (células sanguíneas de los artrópodos) encapsularían y matarían al huevo de la avispa, pero la inmunosupresión causada por el virus permite su supervivencia y el huevo eclosiona completando el desarrollo de la avispa. Además, los genes del polidnavirus expresados en el huésped parasitado alteran el metabolismo y desarrollo del huésped para que sean beneficiosos para el crecimiento y la supervivencia de la larva parasitoide. Así, la avispa y el virus tienen una relación simbiótica (mutualista).

## Características
Ambos géneros de polidnavirus comparten ciertas características:
- Las partículas del virus contienen múltiples segmentos de ADN de doble cadena con cada uno de los segmentos conteniendo sólo una parte de la totalidad del genoma (al igual que los cromosomas en los organismos eucariontes).

- El genoma del virus se integra en el genoma de la avispa huésped.

- Las partículas virales solo se replican en determinados tipos de células de los órganos reproductores femeninos de la avispa.

Sin embargo, la morfología de los dos géneros es diferente cuando se observan por microscopía electrónica. Ichnoviriform tiende a ser de forma ovoide, mientras que Bracoviriform son barras cortas. Además, como sus nombres indican, Ichnoviriform se presenta en  especies de avispas Ichneumonidae  y Bracoviriform en avispas Braconidae. Existe poca o ninguna homología de secuencia entre Ichnoviriform y Bracoviriform, lo que sugiere que los dos géneros evolucionaron independientemente. 

## Evolución
El análisis del ácido nucleico sugiere una antigua asociación de los virus con las avispas (superior a los 70 millones de años). Se han propuesto dos alternativas para la asociación entre la avispa y el virus. La primera sugiere que el virus se deriva de los genes de la avispa. Muchos parasitoides que no usan polidnavirus inyectan proteínas que proporcionan muchas de las mismas funciones, esto es, la supresión de la respuesta inmune a los huevos del parásito. En este modelo, las avispas bracónidas e ichneumónidas introducen genes para estas funciones en el virus, esencialmente la creación de un sistema de transferencia de genes que se traduce en la producción de factores de supresión inmunitarios en la oruga. En este escenario, las proteínas estructurales del virus (cápside) probablemente fueron "prestados" de virus preexistentes.
La propuesta alternativa sugiere que las avispas ancestrales desarrollaron una beneficiosa asociación con un virus existente, lo que condujo eventualmente a la integración del virus en el genoma de la avispa. Tras la integración, los genes responsables de la replicación del virus y la cápside fueron (eventualmente) eliminados del genoma del virus. Esta hipótesis está apoyada por la distinta morfología de Ichnoviriform y Bracoviriform, lo que sugiere diferentes virus ancestrales para las dos familias. Los primeros tienen notables similitudes con los ascovirus, mientras que los segundos están filogenéticamente emparentados con los nudivirus.